# محمد أباد غزوئية (نغار بردسير)
محمد أباد غزوئية (بالفارسية: محمدآباد گزوئیه) هي قرية تقع في إيران في البلدة المركزية. يقدر عدد سكانها بـ 0 نسمة بحسب إحصاء 2016.